# Torrent de la Baga de l'Abellar
El torrent de la Baga de l'Abellar és un torrent del terme municipal de Monistrol de Calders, al Moianès.
Es forma en el racó de l'extrem sud-oest del Sot de l'Abellar, prop de la Font de l'Esquirol, des d'on davalla cap al nord-est, per, després, anar girant cap a llevant fent una ampla corba cap al sud i altre cop cap al nord-est i altre cop cap a llevant, per travessar la carretera B-124 a la zona dels Casalons i finalment abocar-se en el torrent de l'Om a prop del Camp del Mestre Plans.